# Gyergyádesz László (művészettörténész)
Gyergyádesz László (gyakran ifj. Gyergyádesz Lászlóként említik) (Kecskemét,  1972. június 15. - ) magyar művészettörténész. 

## Életpályája
1997-ben végzett az Eötvös Loránd Tudományegyetem művészettörténet szakán. 1997. augusztustól  a Katona József Múzeum (Kecskeméti Képtár) művészettörténésze. 1998 szeptemberétól a Kossuth Lajos Tudományegyetem művészettörténeti tanszékén is tanít megbízott előadóként. 
Szakterülete a zománcművészet története és kortárs jelenségei, továbbá a késő középkori Alpokon túli képző és iparművészet ikonográfiai kérdése, valamint a művészettörténeti pedagógia.
Számos publikációja jelent meg. 1996 óta számos kortárs kiállítást rendeztett illetve nyitott meg. (pl. Boros Viola, Fiatal Iparművészek Stúdiója Egyesület, Tűzzománcművészek Magyar Társasága, Bács-Kiskun megyei Téli Tárlat, Hollósy Katalin stb.)

## Társadalmi szerepvállalása
- A Tűzzománcművészek Magyar Társaságának elnöke
- a Tóth Menyhért Alapítvány kuratóriumának tagja,
- tagja az MME vezetőségének,
- a Pulszky Társaság tagja,
- a Magyar Régészeti és Művészettörténeti Társaság tagja.

## Díjai, elismerései
- Móra Ferenc-díj (2015)